# X-Press Pearl
X-Press Pearl — контейнеровоз класу Super Eco 2700, що був зареєстрований у Сінгапурі. Судно вступило в експлуатацію в лютому 2021 року і було близько 186 м довжиною. Його експлуатувала компанія X-Press Feeders.
20 травня 2021 року X-Press Pearl загорівся біля узбережжя Коломбо, Шрі-Ланка. 27 травня судно було охоплене вогнем і було оголошено про повну втрату керуванням. Воно все ще було на плаву, і вважалося, що пожежа була під контролем шрі-ланкійських пожежників до пізньої години 27 травня 2021 року. Після горіння протягом 12 днів 2 червня судно затонуло, коли його буксирували на глибші води. Через розлив хімічних продуктів цей інцидент був визнаний найгіршою морською екологічною катастрофою в історії Шрі-Ланки.
За даними X-Press Feeders, рятувальні роботи з вилучення уламків почалися в листопаді 2021 року. Очікується, що всі роботи на місці будуть завершені до квітня 2023 року. Рятувальні роботи були перервані під час південно-західного мусону з кінця квітня до листопада 2022 року.

## Історія будівництва та експлуатації
X-Press Pearl було побудовано компанією Zhoushan Changhong International Shipyard Co. Ltd у Чжоушані, Китай, для сінгапурської компанії X-Press Feeders разом із її дочірнім судном X-Press Mekong. Контейнеровоз вантажопідйомністю 37 000 тонн (DWT) міг перевозити 2743 двадцятифутових еквівалентних одиниць. 28 вересня 2020 року корабель був спущений на воду. а 10 лютого 2021 року доставлений власникам.
Судно було розгорнуто на службі протоки до Близького Сходу (SMX) X-Press Feeders з порту Кланг (Малайзія) через Сінгапур і Джебель Алі (Дубаї, ОАЕ) до порту Хамад (Катар). Зворотний рейс до Малайзії проходив через Хазіру (Індія) і Коломбо (Шрі-Ланка). Судно здійснило три рейси, зайшовши в Коломбо 17 березня і 18 квітня, і загорілося незабаром після прибуття для третього заходу в порт 19 травня.

## Вогонь
X-Press Pearl перевозив 1486 контейнерів із різним вмістом, включаючи 25 тонн азотної кислоти (яку можна використовувати у виробництві добрив і вибухівки), інші хімікати, косметику та гранули поліетилену низької щільності (LDPE), коли він відправлявся з порту Хазіра 15 травня 2021 року, прибуття до Коломбо 19 травня. До 11 травня екіпаж виявив, що з контейнера, завантаженого в Джебель-Алі, витікає азотна кислота, і попросив порти Хамад і Хазіра дозволити його розвантаження, але дозволу не було надано. За словами X-Press Feeders, у запитах було відхилено, оскільки «не було жодного спеціалізованого обладнання або експертів, які могли б усунути витік кислоти», і судно продовжило заплановану подорож до Коломбо.
Корабель прибув до Коломбо в ніч на 19 травня і стояв на якорі у зовнішній гавані в очікуванні причалу. На судні не оголошували надзвичайну ситуацію через витік кислоти з вантажу. 20 травня агенти судна звернулися з проханням переробити контейнер. Капітан порту Нірмал де Сілва сказав, що як морський центр, Коломбо має досвід, щоб допомогти. Тоді судно випустило перше повідомлення про пожежу, яку екіпаж загасив за допомогою бортової системи.
Повідомлялося, що судно загорілося 20 травня на північному заході від порту Коломбо. Військово-морські сили Шрі-Ланки разом з адміністрацією портів Шрі-Ланки, які піднялися на борт судна, щоб з'ясувати причину пожежі, підозрюють, що пожежа могла виникнути в результаті реакції хімікатів, які транспортувалися на кораблі. Під час пожежі на борту судна перебував екіпаж із 25 осіб.
Хоча перші повідомлення пов'язували інцидент із витоком кислоти, капітан порту Де Сілва сказав, що пожежа спалахнула в трюмі номер 2 X-Press Pearl, коли контейнер стояв на палубі. За його словами, для встановлення причини потрібне більш повне розслідування.
25 травня всередині судна стався потужний вибух, усі 25 членів екіпажу були евакуйовані. Двоє індійських членів екіпажу, які отримали травми під час вибуху, були госпіталізовані до Національної лікарні Коломбо Шрі-Ланки.
Пожежа продовжувала горіти протягом 25 травня, і пізно вдень контейнери скидали з судна в море. Морське управління охорони навколишнього середовища Шрі-Ланки (MEPA) оголосило про розлив нафти рівня II із бортових бункерів, оскільки пожежа посилювалася. Індія направила кораблі берегової охорони, буксир і морський розвідувальний літак Dornier для гасіння пожеж і контролю за забрудненням, а рибалок попросили триматися подалі від судна.
Голова MEPA Дхаршані Лахандапура заявив 26 травня, що на борту судна було 378 тонн нафти, і близько половини може витекти в море після припинення пожежі. Погана погода завадила розгортанню нафтозатримуючих бонів навколо судна, але влада була готова очистити будь-яку нафту, яка досягла берега. До ранку на узбережжя Негомбо на Шрі-Ланці викинуло згоріле сміття та кілька впали вантажів. 29 травня X-Press Pearl все ще тлів і видихав дим, хоча вогонь було вгасло. Цілісність корпусу залишилася непорушеною. Пожежні буксири продовжували обливати судно водою. ВПС Шрі-Ланки скинули сухий хімічний порох. До оперативної групи приєдналося судно індійської берегової охорони ICG Samudra Prahari, яке займається боротьбою із забрудненням. До ранку 30 травня вогонь майже ліквідовано, а вода все ще розбризкувалася. Представники X-Press Feeders повідомили, що рятувальники планують піднятися на борт судна, щоб налагодити буксирне з'єднання. Рятівники піднялися на судно 1 червня для першої перевірки. Вони виявили, що машинне відділення затоплено, а з вантажних трюмів 1, 2 і 3 періодично виходить дим.

## Рятувальні роботи
21 травня 2021 року Військово-морські сили Шрі-Ланки залучили два офшорні патрульні кораблі, такі як Саґара та Сінґулара, а також літак для рятувальних операцій з гасіння пожеж, які тривали повним ходом, незважаючи на несприятливі погодні умови в цьому районі. З'ясувалося, що 21 травня пожежу було взято під контроль і продовжувалися роботи з охолодження, щоб запобігти розгоранню вогню. 22 травня до рятувальних операцій ВПС Шрі-Ланки залучили гелікоптер Bell 212. З 25 евакуйованих членів екіпажу двоє були в лікарні. 25 травня Індія направила ICG Vaibhav, ICG Dornier і Tug Water Lilly, щоб допомогти ВМС Шрі-Ланки загасити пожежу. 29 травня прибуло індійське спеціалізоване судно з реагування на забруднення Samudra Prahari. Індія назвала рятувальні операції «Сагар Аракша 2».
2 червня 2021 року X-Press Feeders оприлюднила заяву, в якій говориться, що компанія «з жалем повідомляє, що, незважаючи на те, що рятувальники успішно піднялися на борт судна та прикріпили буксирний трос, спроби відправити судно на глибші води зазнали невдачі».
Корабель залишається на глибині 21 метр. Більша частина занурена, і місце постійно контролюється спеціальним кораблем.

## Шкода навколишньому середовищу
Управління охорони морського середовища Шрі-Ланки (MEPA) повідомило, що оцінює шкоду навколишньому середовищу та збирає докази. Планувалося подати проміжний позов. З 27 травня на пляжі Шрі-Ланки викидалися частинки пластикової смоли від розлитого вантажу. Гранули LDPE також були змиті на прилеглу землю. За даними MEPA, на борту судна було три контейнери з пластиковими гранулами, кожен вагою 26 тон.
Цей інцидент Лорел Вамслі з NPR в червні 2021 року назвала екологічною катастрофою.
Експерти в галузі охорони здоров'я та MEPA також попередили, що через викиди діоксиду азоту на Шрі-Ланці можливі помірні кислотні дощі. Влада Шрі-Ланки заборонила прибережний вилов риби від Калутари до Негомбо через побоювання забруднення. Близько 5600 одноденних човнів не змогли вийти, і уряд пообіцяв компенсацію. MEPA також закликала людей не торкатися будь-яких уламків контейнеровоза, забрудненого токсичними речовинами.
Було подано заяву в поліцію для розслідування недбалості. Він також збирав групу експертів для оцінки довгострокової шкоди навколишньому середовищу. Мертві риби та черепахи продовжували викидатися на пляжі Шрі-Ланки, і їх перевірили, щоб визначити, чи була їхня смерть спричинена розливом. З 1486 контейнерів 81 визнали токсичними шкідливими та небезпечними, в тому числі п'ять тонн азотної кислоти.
У червні 2021 року повідомлялося, що контейнеровоз затонув, що спричинить негативний вплив на морські види. 2 червня рятувальники встановили канат, який відтягнув X-Press Pearl від узбережжя, коли корма торкнулася дна, що змусило їх припинити операцію. Капітан ВМС Шрі-Ланки Індіка де Сільва сказав, що не ясно, чи залишилося на судні незгоріле бункерне масло, але влада стежить за розливом нафти.
Шрі-Ланка наказала рятувальникам прибрати бункерне масло, якщо якесь уціліло від пожежі, і вжити заходів із локалізації. X-Press Feeders повідомила, що найняла компанію Oil Spill Response Limited для підтримки цих зусиль. Коли почалася криза, оператори залучили SMIT Salvage. Станом на 3 червня судно все ще було частково на плаву, а кормова частина спиралася на дно в 21 метр глибиною.
Виконавчий директор X-Press Feeders Шмуель Йосковіц вибачився перед жителями Шрі-Ланки за інцидент. «Я хотів би висловити свій глибокий жаль і вибачення народу Шрі-Ланки за шкоду, яку цей інцидент завдав засобам існування та навколишньому середовищу Шрі-Ланки», — цитує його слова в інтерв'ю сінгапурському Channel News Asia. Влада Шрі-Ланки продовжувала збирати сміття та пластикові гранули в тому, що було описано як найбільше полювання в країні. Близько 34 контейнерів було заповнено сміттям від X-Press Pearl, включно з гостриками. Влада зібрала 1075 тонн сміття, включаючи пісок, яке було складено в контейнери до 8 червня.
Станом на 15 червня 2021 року повідомлялося, що на берег викинуло близько 40 мертвих черепах. Окрім черепах, багато видів риб, китів і щонайменше шість дельфінів також викинуло з численними слідами від опіків; водні види також серйозно страждають від розсіювання пластикових гранул.

## Дослідження
Розслідування пожежі на борту контейнеровоза було розпочато 30 травня. Генеральний інспектор поліції, доручив поліції передати розслідування Департаменту кримінальних розслідувань Шрі-Ланки, попередивши владу про можливі судові дії проти X-Press Feeders, власників судна. 31 травня представник поліції повідомив, що поліцейська спецгрупа з десяти чоловік почала записувати заяви капітана та головного інженера X-Press Pearl. Поліція Шрі-Ланки протягом двох днів допитувала головного офіцера X-Press Pearl щодо плану розміщення контейнерів на судні. Корабель перевозив кілька класів небезпечних вантажів, включаючи гідроксид натрію (їдкий натр) у трюмах, а також щонайменше один контейнер з азотною кислотою, який витікав на палубу. Реєстратор рейсових даних (VDR) або чорний ящик також був відновлений. 16 червня 2021 року голова місцевого судноплавного агентства Арджуна Хеттіараччі, який представляє судно X-Press Pearl і був визначений як головний підозрюваний щодо інциденту, був звільнений під заставу Верховним судом Коломбо.
31 жовтня OpenFacto, французький колектив досліджень відкритих джерел, опублікував розслідування, яке відстежує контейнер з азотною кислотою до Ірану, де він нібито був проданий брокерською компанією ChemiPakhsh Paykan і виготовлений Esfahan Chemical Industries, a під санкціями філія Міністерства оборони Ірану.

## Економічний ефект
Місцевим рибалкам на Шрі-Ланці наказали залишитися на березі через забруднення; це може вплинути на місцеву економіку. Дензіл Фернандо, керівник регіональної профспілки рибалок, заявив, що заборона на риболовлю торкнеться 4300 сімей. Роб Хоуз, голова відділу з регулювання збитків Crawford & Co., підрахував, що втрата вантажу X-Press Pearl може становити від 30 до 50 мільйонів доларів на додаток до втрати судна.